# Micropsectra freyi
Micropsectra freyi är en tvåvingeart som beskrevs av Stora 1945. Micropsectra freyi ingår i släktet Micropsectra och familjen fjädermyggor. Inga underarter finns listade i Catalogue of Life.